# Mourne Mountains
Mourne Mountains (též Mournes, Mountains of Mourne, irsky Na Beanna Boirche, česky pohoří Mourne) je pohoří v jihovýchodní části Severního Irska. Nejvyšším vrcholem pohoří Mourne je hora Slieve Donard (849 m n. m.), která je zároveň nejvyšším vrcholem Severního Irska i celé historické provincie Ulster. Dalších 6 vrcholů přesahuje nadmořskou výšku 700 metrů, druhým nejvyšším vrcholem Mourne je Slieve Commedagh (767 m n. m.).

## Původ názvů
Název Mourne (Morne, Múrna) souvisí se jménem místního gaelského klanu Múghdhorna. Pokud jde o irský název Beanna Boirche, výraz Binn či Beann znamená vrchol nebo útes. Podobně je tomu i v případě pojmenování vrcholů slovem slieve (z irského sliabh), což znamená hora. Slieve Donard je tedy v překladu Donairtova hora, Slieve Commedagh pak Strážní hora neboli Stráž či Strážný. Jméno třetí nejvyšší hory Mourne Mountains Slieve Binnian, z jehož plochého vrcholu vyvstávají žulové skalní věže a tory, lze přeložit jako Malý štít, resp. Hora s malým štítem či Hora s malým vrcholem.

## Geografie
Pásmo žulového pohoří Mourne je protaženo ve směru od jihozápadu k severovýchodu napříč územím hrabství Down. Rozprostírá se mezi městy Newry na západě a Newcastle na severovýchodě, zhruba 50 km směrem na jih od severoirské metropole Belfastu. Území o rozloze cca 57 000 ha má od roku 1966 statut Area of Outstanding Natural Beauty (AONB), doslovně Území mimořádné přírodní krásy, což je specifický termín pro označování chráněných krajinných celků na území Spojeného království Velké Británie a Severního Irska.
Součástí Mourne AONB je také samostatný, severněji položený a geologicky starší masív Slieve Croob (Sliabh Crúibe - 534 m n. m.), na jehož svazích pramení řeka Lagan, která v Belfastu ústí do Irského moře. Četné další řeky pramení přímo v pohoří Mourne, jako například River Bann, Aughnaleck River, Cassy River, Shankys River, Shimna River, Glen River, Maddock River, Bloody Bridge River a další. Celkem je na území Mourne AONB cca 340 km vodních toků. Uprostřed Mourne Mountains se nacházejí přehradní nádrže Silent Valley Reservoir a Ben Crom Reservoir, určené pro zásobování regionu pitnou vodou. Zhruba pětinu chráněného území pokrývají lesy, z více než poloviny tvořené porosty jehličnanů. Mourne Mountains jsou porozuhodné též z hlediska geologického a geomorfologického. V horách se vyskytují četné tory a další žulové skalní tvary, vzniklé v důsledku procesů zvětrávání.

## Mourne Wall
V samém srdci pohoří se nachází unikátní stavba – tzv. Mourne Wall (mournská zeď). Tato 35 km dlouhá zeď ohraničuje území o rozloze 36 km2, které koncem 19. století zakoupila belfastská vodárenská společnost, aby zde mohla vybudovat přehradní nádrže pro zásobování prudce se rozvíjející městské aglomerace pitnou vodu. Zeď, která byla vybudována v letech 1904 až 1922 bez použití malty z nasucho položených žulových kamenů a která je v průměru 1,5 metrů vysoká a 0,8 – 0,9 metru široká, měla zabránit ovcím a skotu v přístupu k nádržím, aby nedošlo ke znečištění vody. Mourne Wall prochází přes 15 vrcholů pohoří, od nejnižšího Moolieve (332 m n. m.) až po nejvyšší vrchol Slieve Donard. Území je stále v majetku vodárenské společnosti Northern Ireland Water, avšak vzhledem k vývoji technologií pro úpravu pitné vod zeď již ztratila svůj smysl a místy je dokonce pobořená. Podél zdi vede trasa Mourne Wall Challenge.

## Snahy o zřízení národního parku
Od počátku 21. století se objevily četné iniciativy, volající po zřízení Národního parku Mourne Mountains, který by se tak stal prvním národním parkem na území Severního Irska. Zpočátku tento záměr měl i podporu severoirského ministerstva životního prostředí. O 10 let později, na podzim roku 2012, však ministr životního prostředí Alex Attwood v rozporu s původním záměrem svých předchůdců odmítl předložit návrh na ustavení Národního parku Mourne Mountains s odůvodněním, že odpor proti zřízení národního parku je v regionu hrabství Down silnější, než podpora této myšlenky. Proti zřízení národního parku protestovali zejména místní farmáři.

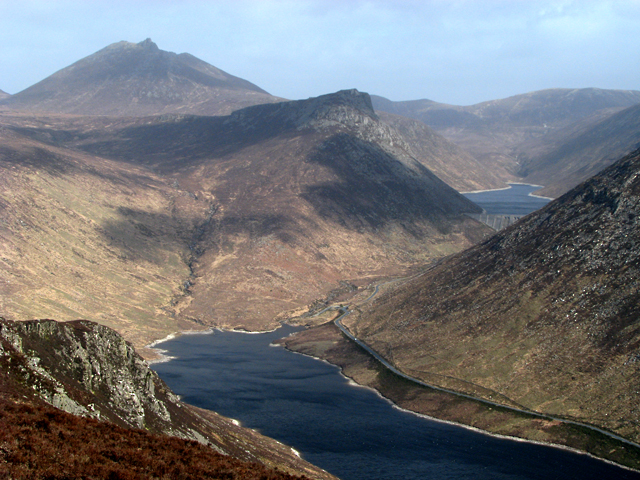
Nádrže Silent Valley a Ben Crom z vrcholu Slievenaglogh
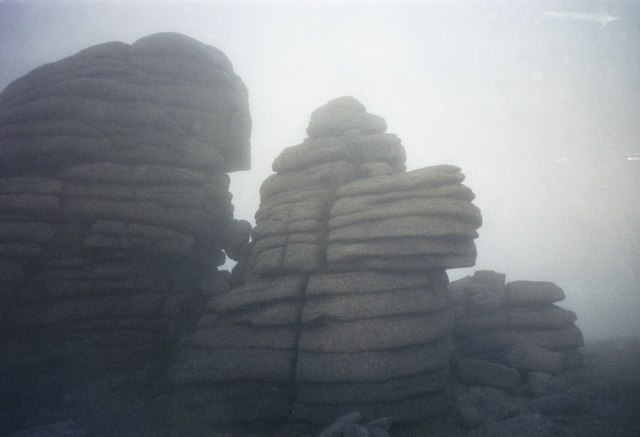
Skály Binnian's Back Castles v mlze
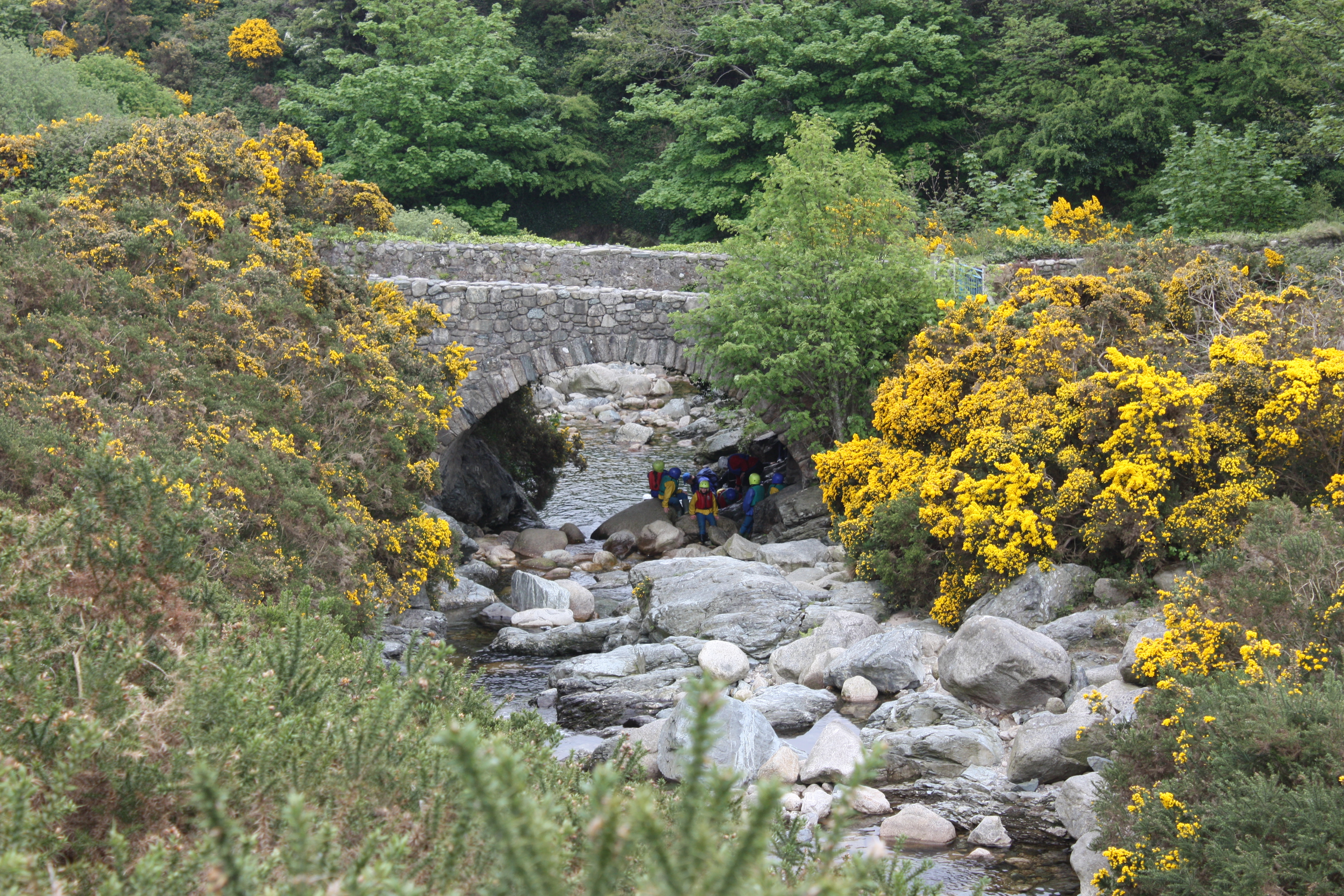
Most a říčka Bloody Bridge u Newcastlu
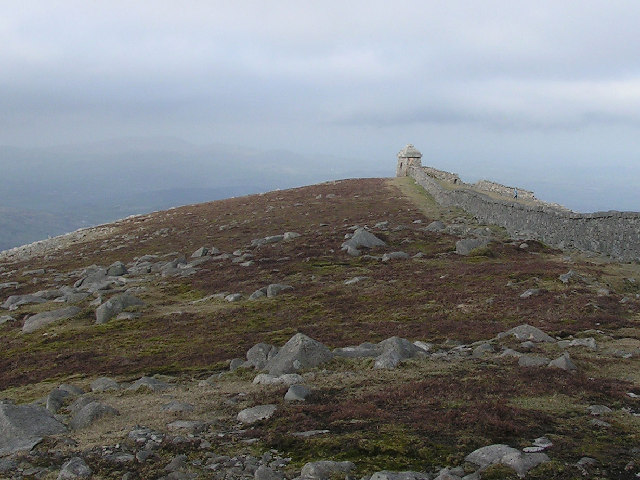
Mourne Wall na vrcholu Slieve Meelmore (704 m n. m.)
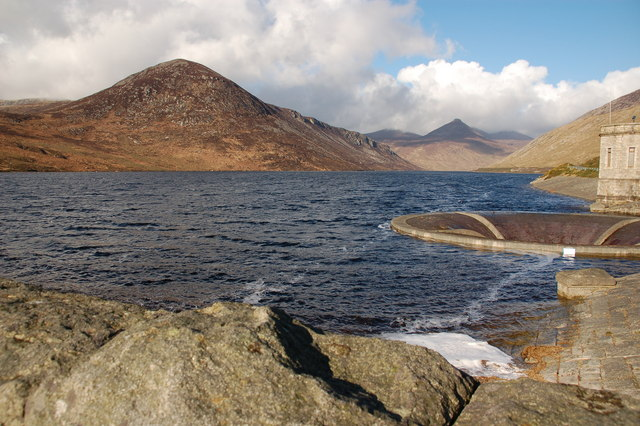
Odtok z nádrže Silent Valley
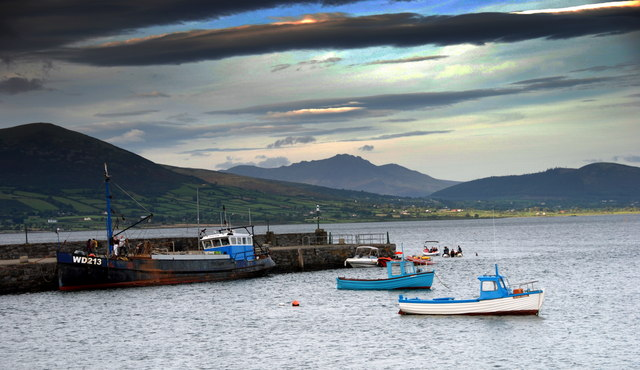
Přístav Carlingford Harbour a pohoří Mourne
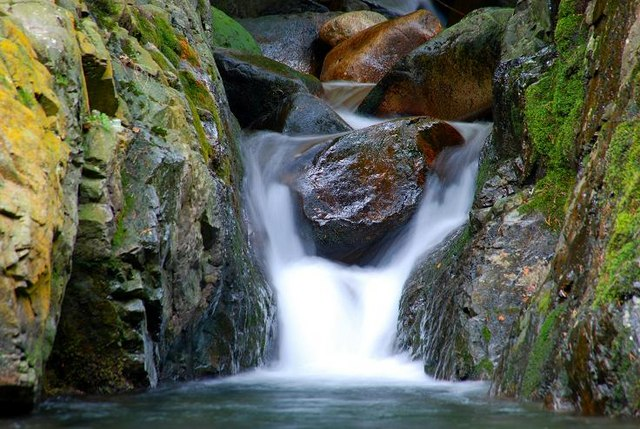
Donard Forest: peřeje řeky Glen River
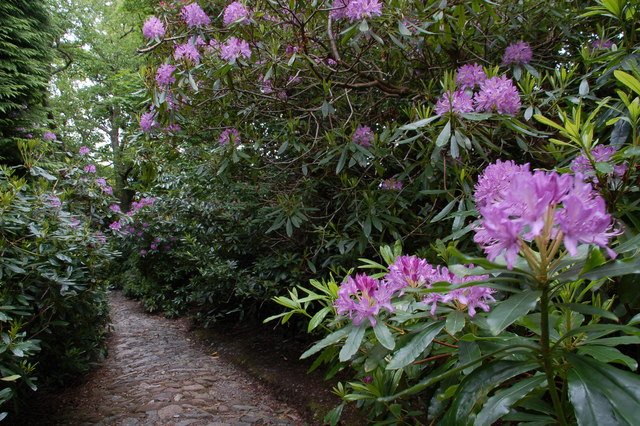
Rododendrony v lese Donard Forest
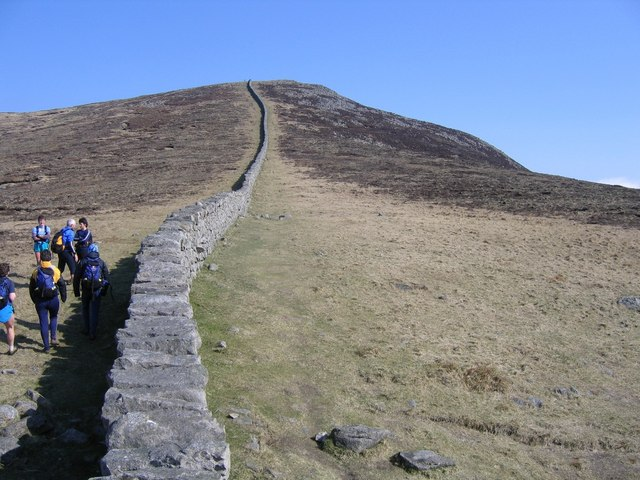
Turisté na cestě podél Mourne Wall
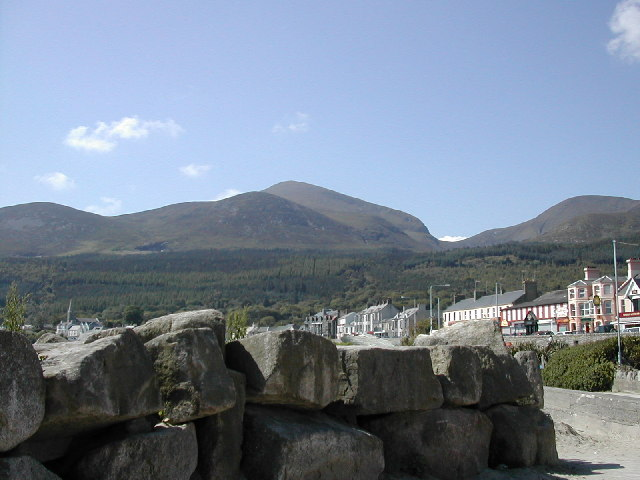
Pobřeží u Newcastlu a Mourne Mountains

## Aktivity
Oblast Mourne Mountains je mj. místem, kam směřují četné aktivity, organizované v rámci expedic Duke of Edinburgh's Award (Mezinárodní cena vévody z Edinburghu). Každoročně v srpnu se koná téměř 30kilometrový pochod Mourne Seven Sevens Challenge přes všech sedm vrcholů Mourne Mountains, které přesahují 700 metrů: Slieve Donard (849 m n. m.), Slieve Commedagh (767 m n. m.), Slieve Binnian (747 m n. m.), Slieve Bearnagh (727 m n. m.), Slieve Meelbeg (708 m n. m.), Slieve Lamagan (704 m n. m.) a Slieve Meelmore (704 m n. m.). Skalní útvary a skalní stěny v Mourne Mountains jsou vyhledávaným terénem pro horolezecké aktivity.